# Frants Dragsted
Arent Laurits Frants Dragsted (født 30. maj 1890 i Sankt Pauls Sogn, København, død 31. oktober 1987) var en dansk jurist og sagfører, der særligt spillede en rolle i debatten om retsopgøret efter besættelsen.

## Biografi
Frants Dragsted var søn af juvelér, senere hofjuvelér Alfred Dragsted (1856-1918) og Anna Magdalene Steenbeck (1856-1914).
Efter studentereksamen fra Gammelholms Latin- og Realskole i 1908 blev Dragsted cand.jur. fra Københavns Universitet i 1914. Som nyuddannet blev han fuldmægtig hos forsvarsadvokat F. Wolff og var i de år forsvarer i flere store sager. Via ansættelsen hos Wolff var han med til at etablere Egmont H. Petersens Fond og blev i 1932 formand for fonden, da Wolff døde.
I forbindelse med retsopgøret efter besættelsen markerede han sig ved at skrive en historisk-politisk redegørelse i Ugeskrift for Retsvæsen i 1945, hvor han påviste at straffelovstillægget indførte en straf for handlinger, der på gerningstidspunktet var straffrie, hvilket strider grundlæggende mod retssamfundets grundlæggende princip. Han påpegede desuden, at begrundelsen for at indføre lovgivning med tilbagevirkende kraft skete i strid med historiske kendsgerninger. Dermed skabte han stor offentlig debat og dannede grundlag for procedurerne i de senere retssager. Dragsted blev selv forsvarer i flere hundrede sager i de følgende år om blandt andet landsforræderi samt tjenestemandssager. Artiklen førte også til, at 101 borgere, heriblandt flere af samtidens betydelige jurister, afleverede deres underskrifter til Rigsdagen med krav om, at straffelovstillægget blev ændret, så medlemskab af og tjeneste i Frikorps Danmark ville blive straffrit. Det lykkedes ikke, men tillæggets §3 blev dog ændret, så minimumsstraffen på fire år blev sænket til to år, når der ikke var formildende omstændigheder.
Efter besættelsens ophør tog han desuden initiativ til en juridisk materialesamling, Besættelsestidens Fakta, som dannede grundlag for forsvarerne, så de ikke udelukkende måtte basere sig på det materiale, Anklagemyndigheden leverede.
Dragsted engagerede sig også i organisationsarbejdet i advokatbranchen og var blandt andet medlem af Sagførerrådet 1950-1951, af Sagførernævnet 1953-1961 og formand for samme 1957-1961 samt medlem af Den Særlige Klageret 1953-1962. Han tog initiativ til efteruddannelseskurser for sagførere og -fuldmægtige og blev formand for det udvalg der organiserede kurserne. Senere blev han også medlem af Juristforbundets udvalg om efteruddannelse, der blev etableret i 1966.
I 1948 var han med til at stifte den selvejende institution Sagførergården, der havde til formål at sørge for boliger, der var til at betale for værdigt trængende advokater i København. Sagførergården ejede flere bygninger på Bispebjerg, Østerbro og Amagerbro. Derudover var han 1954-1974 formand for Arbejdernes Byggeforening.
Frants Dragsted blev ridder af Dannebrog i 1943, kommandør 1957 og kommandør af 1. grad i 1968.
Der er opstillet en buste af Frants Dragsted, udført af Gottfred Eickhoff, på Egmont H. Petersens Kollegium i København.